# Blue Mountain Arts
Blue Mountain Arts ist ein Buch- und Grußkartenverlag mit Sitz in Boulder, Colorado.

## Geschichte
Blue Mountain Arts wurde 1971 von der Poetin Susan Polis Schutz und dem Physiker/Illustrator Stephen Schutz (den Eltern des Politikers Jared Polis) gegründet.
Erstes Produkt war ein Siebdruckposter mit dem Text: Come Into the Mountains, Dear Friend. in einer Auflage von 12 Exemplaren, welche über einen lokalen Buchladen verkauft wurden. Es folgten illustrierte Bücher.
1974 wurde die Mutter der Gründerin als erste Sales Managerin eingestellt. 1980 hatte der Verlag 100 Angestellte und 200 Salespeople. 
1996 wurde die Website BlueMountain.com gestartet, welche digitale Versionen der Glückwunschkarten anbietet.
Im Oktober 1999 wurde die Seite von Jared Polis an Excite@Home für $780 Millionen verkauft.
Zwei Jahre später wurde die Seite für gerade mal $35 Millionen (<5 % des Kaufpreises) an die Firma American Greetings verkauft.